# Roberto Bergalli
Roberto Bergalli (Buenos Aires, 23 de gener de 1936 - Barcelona, 4 de maig de 2020) fou un jurista, criminòleg, escriptor i professor universitari argentí.

## Trajectòria
Nascut el 23 de gener de 1936 a la ciutat argentina de Buenos Aires, estudià la llicenciatura de Dret a la facultat de Dret i Ciències socials de la Universitat de Buenos Aires entre 1955 i 1962. Quatre anys més tard, al 1966, es doctorà en Dret. Des de 1984 fins a la seva jubilació fou professor titular numerari del departament de Dret Penal i Ciències Penals de la facultat de Dret de la Universitat de Barcelona. En ella, contribuí a crear l'Observatori del Sistema Penal i els Drets Humans. Entre 1993 i 1995 fou director científic de l'Institut Internacional de Sociologia del Dret (IISL) d'Oñati, al País Basc, i, entre 1997 i 2000, cap d'estudis del graduat de criminologia i política criminal de la Universitat de Barcelona. A nivell de publicacions col·laborà en revistes especialitzades en teoria i filosofia del dret, criminologia, dret penal, sociologia jurídica i sociologia política. També publicà articles en periòdics com El País, El Periódico, Página 12, Il Manifesto i en revistes com L'Avenç, El Viejo Topo i Il Passagio. Morí el 4 de maig de 2020 a Barcelona, als vuitanta-quatre anys.

## Obres
- 1972 Criminología en América Latina: cambio social, normatividad y comportamientos desviados[3]
- 1976 ¿Readaptación social a través de la ejecución penal?[4]
- 1980 La recaída en el delito: modos de reaccionar contra ella[5]
- 1982 Crítica a la Criminología: hacia una teoría crítica del control social en América latina
- 1984 Estado democrático y cuestión judicial: vías para alcanzar una auténtica y democrática independencia judicial ISBN 978-95-0140-189-9[6]
- 1989 Historia ideológica del control social (España-Argentina, siglos XIX y XX) (com a coordinador i coautor)
- 1996 Control social punitivo: sistema penal y sus instancias de aplicación (policía, jurisdicción y cárcel) (com a coordinador i coautor) ISBN 978-84-8959-104-2[7]
- 2003 Sistema penal y problemas sociales (com a coordinador i coautor) ISBN 978-84-8442-756-8[8]
- 2006 Torturas y abusos de poder (amb Iñaki Rivera Beiras) ISBN 978-84-7658-788-1[9]
- 2006 Flujos migratorios y su (des)control (com a coordinador) ISBN 978-84-7658-791-1[10]
- 2007 Jóvenes y adultos: el difícil vínculo social (amb Iñaki Rivera Beiras) ISBN 978-84-7658-833-8[11]
- 2007 Emergencias urbanas (amb Iñaki Rivera Beiras) ISBN 978-84-7658-803-1[12]
- 2009 Género y dominación: críticas feministas del derecho y el poder (amb diversa autoria) ISBN 978-84-7658-916-8[13]
- 2010 Memoria colectiva como deber social (amb Iñaki Rivera Beiras) ISBN 978-84-7658-963-2[14]